# Primula patens
Primula patens là một loài thực vật có hoa trong họ Anh thảo. Loài này được E. Busch miêu tả khoa học đầu tiên.